# Osthausen-Wülfershausen
Osthausen-Wülfershausen là một đô thị ở huyện Ilm, bang Thüringen, Đức. Đô thị này có diện tích 14,75 km², dân số thời điểm 31 tháng 12 năm 2006 là 548 người.